# Георгиевская церковь (Сарапул)
Георгиевская единоверческая церковь (Церковь Георгия Победоносца на бывшем единоверческом кладбище) — недействующий единоверческий храм, расположенный в городе Сарапуле в Удмуртии. В настоящее время перестроен и используется не по назначению.

## История
Георгиевская церковь была построена на единоверческом кладбище города Сарапула в 1841 году. 7 июля 1841 года престол храма был освящён во имя святого великомученика Георгия Победоносца. После завершения строительства Никольской единоверческой церкви Георгиевский храм приписан к ней.
В период с 1935 по 1943 год храм выполнял функции кафедрального собора Сарапульской епархии. Церковь закрыта на основании постановления Совета Министров УАССР от 25 декабря 1963 года и переоборудована под коммунальные квартиры.

## Архитектура
Храм был деревянным на каменном фундаменте и представлял собой простой одноглавый четверик с пристроенной трапезной и звонницей. Перестроен, венчания сломаны.